# كريستوفر دارسي
كريستوفر دارسي هو سياسي كندي، ولد في 22 ديسمبر 1940.